# 장영자
장영자(한국 한자: 張玲子,, 1944년 10월 25일 ~ )는 대한민국 前 기업가였으며 경제사범이었다.
계성여자고등학교와 숙명여자대학교를 졸업하였다. 종교는 불교이다. 그녀는 80년대 초 자신의 3번째 남편 이철희와 함께 거액의 어음 사기 사건에 연루되며 이후 "큰손"이라고 불렸다.

## 생애

### 생애 초반
전라남도 목포시내의 유복한 집안에서 아버지 장병준(張秉俊)과 어머니 이화섭의 딸로 태어난 장영자는 아홉 살 때인 1953년 서울에 올라와 중학교와 고등학교를 졸업하고 전문대학에 다니다 숙명여자대학교를 다녔다.
그의 고모부 차보륜(車寶輪)은 광선인쇄소를 경영했다.
장영자는 이철희의 부인이며, 김주승의 전 장모이기도 하다.
그의 언니 장성희(張星姬)는 완산 전씨 전두환(全斗煥)의 장인이자 성주 이씨 이순자(李順子)의 친정 아버지 이규동(李圭東)의 동생 이규광(李圭光)과 결혼하였다.
숙명여자대학교 재학시절 장영자는 '메이퀸'으로 뽑히기도 했다.
대학재학 시절 첫 결혼하였으나 실패하여 두 차례 이혼하였다.
그 중 남편 김수철(대아금속 사장)에게서 아들 김모씨와 딸을 두었다.
1979년 당시 유정회 소속 국회의원이었고 중앙정보부 차장까지 지낸 이철희를 만났으며, 1982년 2월 서울 장충동 사파리 클럽에서 정관계 인사들을 대거 초청하여 결혼식을 올려, 초호화판 결혼식으로 입방아에 오르기도 했다.

### 사기 사건 파문
1982년에 장영자는 그 해 남편 이철희를 내세워 고위층과 긴밀한 관계를 과시하면서 기업자금지원의 대가로 지원금의 몇 배에 달하는 어음을 받아 사채시장에 유통하는 수법으로 7천억 원대의 사기 행각을 벌여 큰 파문을 일으켰다. 어음 사기 혐의로 1982년 5월 4일 검찰에 구속되었고 당시 장씨 부부는 물론 은행장 2명과 내로라하는 기업인 등 모두 32명이 구속됐고 장씨의 형부이자 당시 전두환 대통령의 처삼촌인 이규광 씨도 사건에 휘말려 구속됐다. 1983년 희대의 어음사기 사건으로 징역 15년을 선고받은 뒤 형기를 5년남겨 둔 1992년 3월 가석방되었다.
1차 구속 당시 함께 구속됐던 남편 이철희는 1991년 6월 먼저 가석방되자 곧바로장씨가 수감 중이던 청주교도소 근처에 방을 얻어 이듬해 3월 장영자가 가석방될 때까지 옥바라지하는 부부애를 과시, 화제가 됐다. 그러나 출소 1년10개월 만인 1994년 1월 다시 140억 원의 차용사기 사건으로 다시 구속돼 징역 4년형을 선고받고 구속, 수감됐다.
장씨는 1998년 8.15특사로 출소했으나 2년 후 2000년 구권(舊券) 화폐 사기사건 때문에 2001년 복역하기도 하였다. 구속 직전까지 자신은 피해자이고 권력투쟁의 희생자라고 주장했다고 알려져 있다. 다시 구속되면서 1992년의 가석방이 취소되는 바람에 남은 형을 복역하고 재판받았으며, 2004년 장영자에게는 징역 2년이, 남편 이철희에게는 징역 2년에 집행유예 3년이 선고되었다. 그러나 장영자가 김모씨로부터 가로챘다는 4억 600만원에 대해서는 증거부족으로 무혐의 처분을 받았다. 2006년에는 항소심에서 징역 10년을 선고받고 2015년 1월 22일 만기 출소하였다. 남편 이철희는 1심대로 징역 2년에 집행유예 3년이 선고되었다. 2018년에는 네번째로 수감되었다.(1983,1994, 2001, 2018)

## 기타
딸 김신아는 배우 김주승과 결혼했으나 이혼했다. 아들 김모씨는 2000년 구권 화폐 사기극에 연루되어 구속되었고, 출소 후 뺑소니 사고를 일으켰다가 도피했으나 2009년 사망했다.
장영자의 친언니 장성희는 이순자의 작은아버지 이규광의 아내이므로, 이순자와 장영자는 혈족의 배우자로서 당시 민법상 인척 5촌 관계였으며, 직접적으로 가까운 혈족은 아니나 장성희-이규광 부부를 통해 이순자와 연결되는 사이였다. 당시 민법에 따라 장영자의 이종사촌이 김대중의 사별한 배우자 차용애로서, 아내가 사별한 경우 인척 관계가 단절되지 않는 80년대 당시 민법상 김대중과도 인척 4촌관계가 성립하였다. 다만 대한민국 민법 제777조 개정 전의 법정 친족범위에는 속하지 않았다.
|  |  |  |  |  |  |        |        |        |        |        |        |        |        |                 |                 |                 |                 |                 |                 |  |  |                 |                 |                 |                 |                 |                 |  |  |                  |                  |                  |                  |                  |                  |  |  |  |  |  |  |                           |                           |                           |                           |                           |                           |  |  |                                               |                                               |                                               |                                               |                                               |                                               |
|  |  |  |  |  |  |        |        |        |        |        |        |        |        |                 |                 |                 |                 |                 |                 |  |  |                 |                 |                 |                 |                 |                 |  |  |                  |                  |                  |                  |                  |                  |  |  |  |  |  |  |                           |                           |                           |                           |                           |                           |  |  |                                               |                                               |                                               |                                               |                                               |                                               |
|  |  |  |  |  |  | 이철희 | 이철희 | 이철희 | 이철희 | 이철희 | 이철희 |        |        | 장영자 (張玲子) | 장영자 (張玲子) | 장영자 (張玲子) | 장영자 (張玲子) | 장영자 (張玲子) | 장영자 (張玲子) |  |  | 김OO (? ~ 2007) | 김OO (? ~ 2007) | 김OO (? ~ 2007) | 김OO (? ~ 2007) | 김OO (? ~ 2007) | 김OO (? ~ 2007) |  |  |                  |                  |                  |                  |                  |                  |  |  |  |  |  |  | 장성희 (張星姬) (1932 ~ ) | 장성희 (張星姬) (1932 ~ ) | 장성희 (張星姬) (1932 ~ ) | 장성희 (張星姬) (1932 ~ ) | 장성희 (張星姬) (1932 ~ ) | 장성희 (張星姬) (1932 ~ ) |  |  | 이규광 (李圭光) (이순자의 삼촌) 이순자 가계도 | 이규광 (李圭光) (이순자의 삼촌) 이순자 가계도 | 이규광 (李圭光) (이순자의 삼촌) 이순자 가계도 | 이규광 (李圭光) (이순자의 삼촌) 이순자 가계도 | 이규광 (李圭光) (이순자의 삼촌) 이순자 가계도 | 이규광 (李圭光) (이순자의 삼촌) 이순자 가계도 |
|  |  |  |  |  |  | 이철희 | 이철희 | 이철희 | 이철희 | 이철희 | 이철희 |        |        | 장영자 (張玲子) | 장영자 (張玲子) | 장영자 (張玲子) | 장영자 (張玲子) | 장영자 (張玲子) | 장영자 (張玲子) |  |  | 김OO (? ~ 2007) | 김OO (? ~ 2007) | 김OO (? ~ 2007) | 김OO (? ~ 2007) | 김OO (? ~ 2007) | 김OO (? ~ 2007) |  |  |                  |                  |                  |                  |                  |                  |  |  |  |  |  |  | 장성희 (張星姬) (1932 ~ ) | 장성희 (張星姬) (1932 ~ ) | 장성희 (張星姬) (1932 ~ ) | 장성희 (張星姬) (1932 ~ ) | 장성희 (張星姬) (1932 ~ ) | 장성희 (張星姬) (1932 ~ ) |  |  | 이규광 (李圭光) (이순자의 삼촌) 이순자 가계도 | 이규광 (李圭光) (이순자의 삼촌) 이순자 가계도 | 이규광 (李圭光) (이순자의 삼촌) 이순자 가계도 | 이규광 (李圭光) (이순자의 삼촌) 이순자 가계도 | 이규광 (李圭光) (이순자의 삼촌) 이순자 가계도 | 이규광 (李圭光) (이순자의 삼촌) 이순자 가계도 |
|  |  |  |  |  |  |        |        |        |        |        |        |        |        |                 |                 |                 |                 |                 |                 |  |  |                 |                 |                 |                 |                 |                 |  |  |                  |                  |                  |                  |                  |                  |  |  |  |  |  |  |                           |                           |                           |                           |                           |                           |  |  |                                               |                                               |                                               |                                               |                                               |                                               |
|  |  |  |  |  |  |        |        |        |        |        |        |        |        |                 |                 |                 |                 |                 |                 |  |  |                 |                 |                 |                 |                 |                 |  |  |                  |                  |                  |                  |                  |                  |  |  |  |  |  |  |                           |                           |                           |                           |                           |                           |  |  |                                               |                                               |                                               |                                               |                                               |                                               |
|  |  |  |  |  |  |        |        | 김신아 | 김신아 | 김신아 | 김신아 | 김신아 | 김신아 |                 |                 |                 |                 |                 |                 |  |  |                 |                 |                 |                 |                 |                 |  |  | 김OO2 (? ~ 2009) | 김OO2 (? ~ 2009) | 김OO2 (? ~ 2009) | 김OO2 (? ~ 2009) | 김OO2 (? ~ 2009) | 김OO2 (? ~ 2009) |  |  |  |  |  |  |                           |                           |                           |                           |                           |                           |  |  |                                               |                                               |                                               |                                               |                                               |                                               |

## 평가
숙명여자대학교 재학시절 `메이퀸'으로 뽑힐 정도로 미모가 뛰어나고, 친화력 있는 화술을 가졌다.

## 학력
- 서대문초등학교 (졸업)
- 계성여자중학교 (졸업)
- 계성여자고등학교 (졸업)
- 경기실업초급대학 보육학과 (졸업)
- 숙명여자대학교 교육학과 (졸업)

## 장영자를 연기한 배우
- 야망의 세월(1990년~1991년) - 이휘향
- 제4공화국(1995년~1996년) - 김서라
- 제5공화국(2005년) - 이혜숙
- 서울대작전(2022년) - 문소리

## 같이 보기
- 김수철 : 첫번째 남편. 대아금속 사장
- 이철희 : 3번째 남편
- 이철희 장영자 어음 사기 사건
- 차용애 : 17살 연상 사촌언니
- 김대중 : 20살 연상 사촌형부
- 김홍일, 김홍업 : 당조카
- 김주승 : 전 사위
- 이규광 : 형부
- 이규동 : 언니의 아주버님
- 이순자 : 언니의 시조카
- 이규승 : 언니의 아주버님

## 참고 자료
- 한국의 명문가문 제7편 (서프)[깨진 링크(과거 내용 찾기)]